# Maria Cebotari
Kammersängerin Maria Cebotari (nacida como Maria Ciubotaru, Chișinău, 10 de febrero de 1910 - Viena, 9 de junio de 1949) fue una soprano rumana especializada en Mozart, Puccini, Verdi y Strauss, de gran celebridad en el área germánica, fallecida prematuramente. Cebotari estaba considerada una de las mayores estrellas de la ópera de Europa en los años 1930 y 1940.

## Biografía
Cibotaru nació en 1910 en Kishinov (hoy Chișinău), entonces en la Gobernación de Besarabia, parte del Imperio ruso, la quinta de doce hermanos. Debutó como Mimi en La Bohème en 1931 en la Ópera de Dresde y en el Festival de Salzburgo invitada por Bruno Walter.
Su carrera se concentró en cuatro compositores (Mozart, Richard Strauss, Verdi y Puccini) y entre 1936 y 1946 fue Prima donna en Berlín, La Scala y Viena trabajando con los directores de la época como Karl Böhm, Herbert von Karajan, Clemens Krauss y Rudolf Kempe.
En 1934 recibió el título de Kammersängerin (Cantante de la Corte) y en 1935 estrenó La mujer silenciosa de Richard Strauss en Dresde, donde vivía.
Enormemente popular, filmó como actriz varias películas, entre ella El genio y el ruiseñor donde encarnó a María Malibrán.
Divorciada del conde Vorudov, con quien se casó en Moscú, volvió a contraer nupcias con el actor austríaco Gustav Diessl (1899-1948), con quien tuvo dos hijos. 
Diagnosticada con cáncer de hígado, murió en 1949. Sus hijos fueron adoptados por el pianista Clifford Curzon.
En Dresde, Viena y Salzburgo hay calles que llevan su nombre en homenaje.

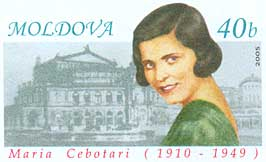

## Discografía de referencia
- Mozart - Le Nozze di Figaro (Böhm 1938/Ahlersmeyer, Teschemacher, Schöffler, Wessely, Böhme)
- Puccini - Turandot (Keilberth 1938/Hauss, Buchta, Hann, Eipperle, Harlan, Schupp, Kiefer)
- R. Strauss - Salome (Krauss 1947/Rothmüller, Höngen)
- Verdi - Luisa Miller (Elmendorff 1944/Böhme, Hopf, Hann, Herrmann, Eipperle)
- Verdi - La Traviata (Steinkopf 1943/Rosvaenge, Schlusnus)
- Von Einem - Dantons Tod (Fricsay 1947/Schöffler, Patzak, Klein, Weber, Alsen, Hann)
- Recital (Mozart, Verdi, Puccini, Leoncavallo, J. Strauss, Arditi, Rachmaninov, Beckmann, Mackeben, Tchaikovsky)
- Recital - Maria Cebotari singt Arien (Mozart, J. Strauss, Gounod, Puccini, R. Strauss)
- Maria Cebotari - Arien, Duette, Szenen (Mozart, Bizet, Verdi, Puccini)
- Recital - Maria Cebotari singt Richard Strauss (Salome, Feuersnot, Der Rosenkavalier, Daphne, Taillefer)
- Maria Cebotari: Arias, Songs Film
- Recital - Maria Cebotari singt Giuseppe Verdi (La Traviata, Rigoletto)

## Filmografía
- 1943 - The Genius and the Nightingale  como Maria Malibran
- 1942 - Odessa in fiamme  de Carmine Gallone - Maria Teodorescu
- 1940 -  Amami, Alfredo! - Maria Dalgeri
- 1939 - The Dream of Butterfly - Madame Butterfly
- 1938 - The Life of Giuseppe Verdi - Teresina Stolz
- 1938 - Only for Thee - Fiamma Appiani
- 1937 - Mother Song - Fiamma Vanni
- 1937 - Strong Hearts in the Storm
- 1936 - Mädchen in Weiß - Daniela

```
* 1930 -  Troika 
```